# 谷本賢一郎
谷本 賢一郎（たにもと けんいちろう、1974年4月23日 - ）は、日本のタレント、歌手。兵庫県佐用郡佐用町出身。兵庫県立龍野高等学校、信州大学繊維学部卒業。血液型A型。身長は179cm。愛称は、けっさくくん、タニケン。

## 略歴
- 1974年、兵庫県佐用郡上月町（現佐用町）に生まれる[1]。
- 佐用町立上月中学校2年の時に聞いたビートルズのCDを聴き、その音楽に魅せられ歌手を目指す[1]。
- 信州大学卒業後、空調機器メーカーに2年間勤めるも、歌手になる夢を捨てきれず音楽の世界へ入った[1]。
- 2004年から2014年3月まで、コント集団ザ・ニュースペーパーに在籍。
- 2011年よりNHKの子供向け番組『フックブックロー』に出演。

## 人物
- ザ・ニュースペーパーのメンバー時代、「千の風になって」や「この道」の替え歌を歌うことがあった。内容はさまざまな政治問題などをネタにしたものである。
- ザ・ニュースペーパーのメンバーの中で唯一ものまねをしなかった。
- 『フックブックロー』の登場人物・傑作の役作りとして、14キロ減量した。[3]
- 広島県神石高原町立神石高原中学校校歌の作曲を担当[4]。

## 主な出演
- フックブックロー（NHK Eテレ、2011年3月28日 - 2016年4月1日） - 平積傑作役

## ディスコグラフィ

### 本人名義
シングル
- 赤とんぼ/青空（2006年12月21日）
- ニュースペーパー!一発逆転/青空（2008年11月26日、テイチクエンタテインメント、TECH-12199）
- なまえ/うんじゅぬ島（2011年6月8日、トライレコード、TRYN-1105）
- なまえ（2016年2月17日、テイチクエンタテインメント、TECH-13470）[5]

アルバム
- なまえ（2014年7月30日、mai music、MITK-0001）
- うたごえをさがして（2017年8月16日、テイチクエンタテインメント、TECH-20513）

### その他
シングル
- ドキドキ!（2013年4月17日、テイチクエンタテインメント、TECH-12333） - ザ・ニュースペーパーの一員として参加[6]

アルバム
- ボボボーボ・ボーボボ~これがハナゲー!ハジけ祭り ボーカルコレクション（2003年4月23日、サイトロン・デジタルコンテンツ）[7]

ハドソンから発売されたPlayStation 2用ソフト『ボボボーボ・ボーボボ ハジけ祭』のボーカルアルバム
- ちょっと深呼吸（2011年12月7日、ワーナーミュージック・ジャパン、WPCL-11009）
- のんびりいこうよ（2012年10月10日、ワーナーミュージック・ジャパン、WPCL-11220）
- あした元気になあれ（2013年5月22日、ワーナーミュージック・ジャパン、WPCL-11414）
- ラブをプレゼント（2014年1月29日、ワーナーミュージック・ジャパン、WPCL-11703）
- ぱ〜っとパーティー!（2014年11月5日、ワーナーミュージック・ジャパン、WPCL-12003）
- フックブックローのふくぶくろ（2015年9月16日、ワーナーミュージック・ジャパン、WPCL-12224）
- 歌はいりませんか？（2016年3月9日、ワーナーミュージック・ジャパン、 WPCL-12311）
- たにぞう&タニケン&きよこのからだ遊育計画 わくわくあそび探検へGO!あそびを通してこどもの時から36の基本動作!（2018年1月31日、キングレコード、KIZC-446）【CD&DVD】
- たにぞう&タニケンの ボクノオト キミノオト(2019年7月20日、世界文化社、ISBN 978-4418197217）【CD付き書籍】
- うたの店長さん タニケンのすてきな歌がそろっています Steki Song Shop～あしたははれる～（2019年2月27日、キングレコード、KICG-643）
- うたの店長さん タニケンのすてきな歌がそろっています Steki Song Shop～星を見にいきませんか～（2019年5月22日、キングレコード、KICG-649）
- うたの店長さん タニケンのすてきな歌がそろっています Steki Song Shop～もうすぐおべんとう～（2019年8月21日、キングレコード、KICG-8402）
- うたの店長さん タニケンのすてきな歌がそろっています Steki Song Shop～ありがとう　こころをこめて～（2019年11月27日、キングレコード、KICG-8405）

## DVD
- のりものすごいぞ！しょうぼう（2018年11月22日、NHKエンタープライズ）
- のりものすごいぞ！レスキュー（2018年11月22日、NHKエンタープライズ）